# Allí abajo
Allí abajo va ser una sèrie de televisió espanyola de comèdia produïda per Plano a plano per al canal Antena 3. Ha estat criticada per la similitud de la seua trama amb la de la pel·lícula Ocho apellidos vascos, encara que segons els seus creadors, la idea de la sèrie és anterior a la citada pel·lícula i té més punts en comú amb la francesa Bienvenue chez les Ch'tis.
La sèrie es va estrenar el dimarts 7 d'abril de 2015 i va finalitzar la seua primera temporada el dimarts 30 de juny del mateix any, amb un total de 13 capítols. El 26 de maig de 2015, la sèrie va ser renovada per una segona temporada, l'estrena de la qual va ser el 12 de febrer de 2016 i va finalitzar el 24 de maig del mateix any, amb 15 episodis en total. El 14 d'abril de 2016 es va renovar per una tercera temporada, després de suficients dades d'audiència de l'anterior, que va començar el 20 de març de 2017 i va finalitzar el 3 de juny del mateix any, constant de 16 episodis. El 10 de maig de 2017, davant els bons resultats d'audiència de l'anterior, es va renovar la sèrie per una quarta temporada, que es va estrenar el 2 d'abril de 2018 i va finalitzar el 9 de juliol del mateix any, amb 15 episodis en total. El 28 de juny de 2018, malgrat les dades discretes de l'anterior, es va renovar la sèrie per una cinquena i última temporada, la qual es va estrenar el 10 de març de 2019 i va finalitzar, tancant la sèrie, l'11 de juny, amb 10 episodis. La cançó d'entrada, tema principal i banda sonora original estan compostes per César Benito.

## Episodis i audiències
| Temporades | Temporades | Episodis | Estrena              | Final               | Audiència mitjana | Audiència mitjana | Audiència mitjana |
| Temporades | Temporades | Episodis | Estrena              | Final               | Espectadors       | Quota             |                   |
| ---------- | ---------- | -------- | -------------------- | ------------------- | ----------------- | ----------------- | ----------------- |
|            | 1          | 13       | 7 d'abril de 2015    | 30 de juny de 2015  | 4 283 000         | 22,5%             |                   |
|            | 2          | 15       | 12 de febrer de 2016 | 24 de maig de 2016  | 3 170 000         | 18,3%             |                   |
|            | 3          | 16       | 20 de març de 2017   | 3 de juliol de 2017 | 3 144 000         | 19,9%             |                   |
|            | 4          | 15       | 2 d'abril de 2018    | 9 de juliol de 2018 | 2 241 000         | 14,4%             |                   |
|            | 5          | 10       | 19 de març de 2019   | 11 de juny de 2019  | 1 959 000         | 12,5%             |                   |
| Total      | Total      | 69       | 7 d'abril de 2015    | 11 de juny de 2019  | 3 055 000         | 18,2%             |                   |

## Sinopsi
La sèrie gira entorn d'Iñaki, un basc de trenta-cinc anys que mai ha eixit del País Basc. Viu amb la seua mare, Maritxu, la clàssica matriarca basca, absorbent i dominant, que veu Iñaki com un xiquet etern incapaç de funcionar pel seu compte en la vida. L'únic intercanvi afectiu que manté Iñaki és amb els seus amics de tota la vida. Al bar que regenta Iñaki, heretat del seu difunt pare, treballa Nekane, una cambrera que està bojament enamorada d'ell. Mentre la vida d'Iñaki transcorre plàcidament, un dia es veu obligat a acompanyar a la seua mare a Sevilla en un viatge de l'IMSERSO, un viatge per al qual no està preparat. Per a Iñaki, res tornarà a ser el mateix una vegada siga allí, ja que la seua mare entra en coma i el seu ingrés a la Clínica Híspalis desencadenarà una sèrie d'esdeveniments que, units a l'atracció que Iñaki comença a sentir cap a Carmen, la cap d'infermeria, suposaran per al basc la prolongació de la seua estada "allà baix".

## Premis i nominacions
Premis Feroz
| Any  | Categoria               | Nominats                | Resultat |
| ---- | ----------------------- | ----------------------- | -------- |
| 2016 | Millor sèrie de comèdia | Millor sèrie de comèdia | Nominada |
| 2017 | Millor sèrie de comèdia | Millor sèrie de comèdia | Nominada |

La sèrie ha obtingut els següents reconeixements:
| Allí Abajo - Premis                           | Allí Abajo - Premis             | Allí Abajo - Premis | Allí Abajo - Premis | Allí Abajo - Premis |
| Any                                           | Premi                           | Categoria           | Artista/Item        | Resultat            |
| --------------------------------------------- | ------------------------------- | ------------------- | ------------------- | ------------------- |
| 2015                                          |                                 |                     |                     |                     |
| FesTVal de Televisión y Radio de Vitoria 2015 | Lo más divertido                | Allí Abajo          | Guanyadora          |                     |
| Neox Fan Awards 2015                          | Serie +Seguida                  | Allí Abajo          | Guanyadora          |                     |
| Neox Fan Awards 2015                          | Prota de TV                     | Jon Plazaola        | Guanyador           |                     |
| Neox Fan Awards 2015                          | Prota de TV                     | Salva Reina         | Nominat             |                     |
| Neox Fan Awards 2015                          | Prota de TV                     | María León          | Nominada            |                     |
| Premis Madrid Imagen (MIM Series) 2015        | Millor sèrie (Comèdia)          | Allí Abajo          | Guanyadora          |                     |
| Premis Madrid Imagen (MIM Series) 2015        | Millor actor (Comedia)          | Jon Plazaola        | Nominat             |                     |
| Premis Madrid Imagen (MIM Series) 2015        | Millor actriu (Comedia)         | María León          | Nominat             |                     |
| Premis Zapping 2015                           | Millor serie                    | Allí Abajo          | Nominada            |                     |
| Premis Zapping 2015                           | Millor actriu                   | María León          | Nominada            |                     |
| 2016                                          | Fotogramas de Plata 2015        | Millor actriu de TV | María León          | Nominada            |
| 2016                                          | Festival de Cine de Benalmádena | Mejor serie de TV   | Allí Abajo          | Guanyadora          |